# Ciudad del crimen
Ciudad del crimen (título original: Fear City) es una película neo-noir estadounidense de 1984, dirigida por Abel Ferrara y protagonizada por Tom Berenger, Billy Dee Williams y Melanie Griffith.

## Sinopsis
Un asesino serial experto en artes marciales empieza a asesinar estríperes en Times Square. Noche tras noche, visita clubes nocturnos llenos de humo para escoger a sus víctimas. Los propietarios de la mayor compañía de clubes de la ciudad son Matt Rossi (Berenger) y Nicky Parzeno (Scalia). Rossi es un boxeador retirado que abandonó su profesión después de matar a un oponente en el ring. Ahora ve todo su negocio amenazado, al mismo tiempo que teme que la mujer que ama pueda ser la próxima víctima.

## Reparto
- Tom Berenger es Matt Rossi.
- Billy Dee Williams es Al Wheeler.
- Jack Scalia es Nicky Parzeno.
- Melanie Griffith es Loretta.
- Rossano Brazzi es Carmine.
- Rae Dawn Chong es Leila.
- John Foster es Pazzo.
- María Conchita Alonso es Silver.

## Recepción
La crítica le ha dado al filme reseñas mixtas. En Rotten Tomatoes cuenta con un 67% de aprobación. Janet Maslin de The New York Times alabó la labor del director Abel Ferrara, señalando que sus puntos fuertes son "un ritmo rápido y duro, aspectos requeridos por este género cinematográfico".